# Kepler-107
Désignations
Kepler-107 est une étoile dans la constellation du Cygne qui possède quatre planètes. Elle est distante d'environ ∼ 1 740 a.l. (∼ 533 pc) de la Terre.

## Découverte et étude
Le système a été découvert par le satellite Kepler puis a été étudié via le télescope Galileo, installé aux îles Canaries, par une équipe internationale dont des membres du CEA Irfu.
L'astérosismologie a permis de caractériser ses planètes et a révélé une anomalie. En effet, alors que les deux premières planètes du système sont de même taille, la deuxième, Kepler-107 c, a une masse bien plus importante que la première, Kepler-107 b. Sa densité apparait comme trois fois plus importante. Un fait que l'équipe internationale a expliqué en supposant qu'elle serait née de la fusion de deux noyaux planétaires à la suite d'une collision de deux proto-planètes. Cette collision aurait dans le même temps arraché les couches externes de l'objet, augmentant ainsi sa densité.

## Système planétaire
Le système planétaire est composé de 4 planètes : Kepler-107 b, Kepler-107 c, Kepler-107 d et Kepler-107 e.
| Nom          | Période orbitale | Demi-axe orbital | Masse      | Rayon      | Inclinaison de l'orbite |
| ------------ | ---------------- | ---------------- | ---------- | ---------- | ----------------------- |
| Kepler-107 b | 3.1800218 jours  | 0.04544 UA       | 0.01104 MJ | 0.13703 RJ | 89.05°                  |
| Kepler-107 c | 4.901452 jours   | 0.0604 UA        | 0.02954 MJ | 0,14248 RJ | 89.49°                  |
| Kepler-107 d | 7.95825 jours    | 0.08377 UA       | 0.012 MJ   | 0.0767 RJ  | 87.55°                  |
| Kepler-107 e | 14.749143 jours  | 0.12639 UA       | 0.0271 MJ  | 0.25899 RJ | 89.67°                  |